# Ґейбл (гора)
Ґейбл — гора висотою 2 823 м н.р.м. на Левіському хребті в Національному парку Ґлейшер в американському штаті Монтана. Гора Ґейбл знаходиться в північно-східній частині Національного парку Ґлейшер, приблизно за 4,8 км на південний захід від значної гори Чіф .

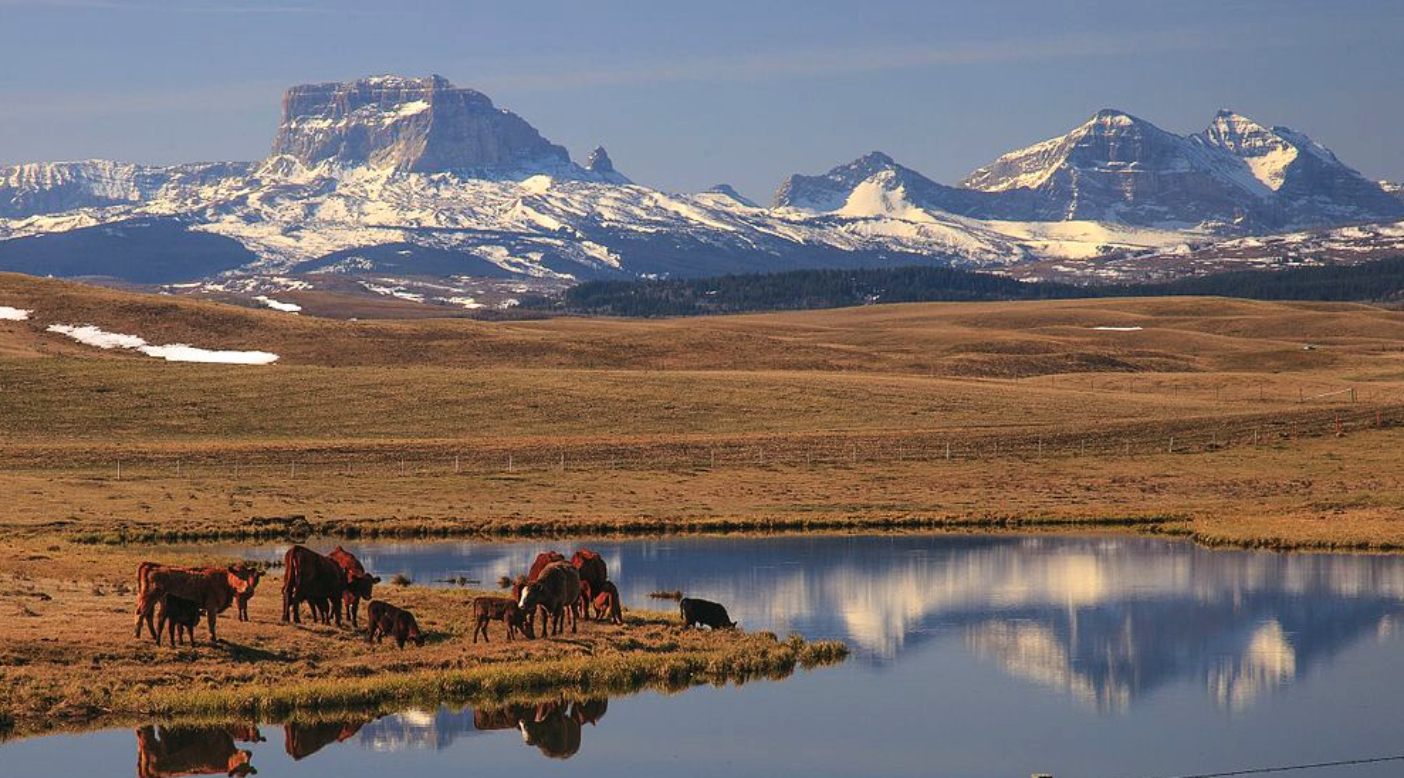
Ґейбл — гора праворуч, а більша гора ліворуч — гора Чіф